# Polizeiruf 110: Rosis Mann
Rosis Mann ist eine ungesendete und verschollene Folge der deutschen Krimireihe Polizeiruf 110 aus dem Jahr 1984. Der Film wurde vor seiner Premiere verboten und anschließend vernichtet.

## Hintergrund
Die Dreharbeiten erfolgten vom 13. März bis 30. April 1984 überwiegend in Ost-Berlin und Umgebung sowie in Magdeburg unter dem Arbeitstitel Das zweite Arbeitsverhältnis. Der Film wurde daraufhin fertiggestellt für eine Erstausstrahlung im Herbst desselben Jahres. Doch vermutlich aufgrund der Flucht aus der DDR von Hans-Edgar Stecher und zwei weiteren Darstellern kurz nach den Dreharbeiten sei die Ausstrahlung verboten und die Vernichtung des gesamten Film- und Schriftgutmaterials angeordnet worden.
Es blieben nur wenige Dokumente im Deutschen Rundfunkarchiv in Potsdam-Babelsberg sowie in privater Hand erhalten, darunter ein Drehbuch-Exemplar im Besitz von Darsteller Lutz Riemann. Er übergab dies zusammen mit vielen anderen Stücken aus seinem Privatarchiv als Depositum dem Landesfilmarchiv Mecklenburg-Vorpommern in Schwerin. Der eigentliche Film gilt als verschollen. Von der Polizeiruf-Folge Im Alter von …, für die es auch eine Vernichtungsanordnung gab und deren Ursprungsversion ebenfalls als verschollen gilt, wurde auf Grundlage eines im Deutschen Rundfunkarchiv erhaltenen Kameranegativs und eines lange unbekannten Filmdrehbuchs eine rekonstruierte Synchronfassung erstellt, die 2011 erstmals gesendet wurde.